# Хлебный дом (Брюссель)
Хлебный дом (нидерл. Broodhuis), или Дом короля (фр. Maison du Roi) — здание в неоготическом стиле, расположенное на брюссельской площади Гран-Плас, на северной стороне, напротив здания ратуши. Сейчас в нём находится музей города Брюсселя.

## История

### Хлебный дом
Здание изначально служило местом торговли хлебом, откуда и происходит современное голландское название. Первая постройка на этом месте была возведена в XIII веке, а первое письменное упоминание о ней датируется 1321 годом. Хлебный дом входил в группу из трёх зданий торгово-хозяйственного назначения: хлебного, суконного и мясного домов, занимавших на четырёхугольнике площади три стороны из четырёх. От изначальной постройки сохранилось очень мало сведений.
Через некоторое время пекари перестали торговать на Гран-Плас, чтобы торговать прямо из пекарен, но сохраняли здание для своих гильдейских собраний до первой четверти XV века. Постепенно, в течение XIV и XV веков, в здании начали размещаться различные административные органы герцогства Брабантского: кабинет генерального управляющего герцогскими владениями, палата рыночного налога (тонлье, фр. tonlieu) и лесной суд. Затем здание получило название «Дом герцога» (нидерл. «Hertogenhuys»), которое позже превратилось в «Дом короля» (нидерл. «Conincxhuys»), когда Карл V, герцог Брабантский с 1506 года, взошёл в 1516 году на трон объединённых Кастилии и Арагона.

### Готическое здание
После нескольких несколько ремонтов и реконструкций, в 1504 году было принято решение о сносе старого здания и постройке нового. План был поручен архитектору Антону Келдермансу. Старое здание было снесено в 1512—1513 годах, и в 1515 году начались строительные работы. В том же году Антон Келдерманс умер, и работу над проектом продолжил Луи ван Бодегем. Быстро выяснилось, что у Бодегема хватало и других проектов, и поэтому завершение строительства было поручено Хендрику ван Педе. Из-за заболоченности площади при строительстве использовали сваи, скреплённые воловьими шкурами, остатки которых были найдены при реконструкции здания в 1873 году.
Строительство здания в стиле поздней готики не пошло по первоначальному плану. Спроектированные левый фронтон, двойная галерея и центральная башня не были окончены. В 1565 году фонтан на площади был заменен более пышной версией, из трёх чаш, расположенной напротив входа в здание. В 1625 году эрцгерцогиня Изабелла Клара Евгения распорядилась разместить на фасаде здания, посвящённом Богоматери из Бас-Вавр, каменную статую Богородицы и две статуи святых, а также добавить надпись вдоль фасада «A peste fame et bello libera nos Maria Pacis» («От чумы, голода и войны избавь нас, Дева Мария, королева Мира»), и хронограмму «hIC VotUM PaCIs PUBLICæ eLIsabeth ConseCraVIt» («Здесь Елизавета принесла обет общественного мира»).
Готическое здание серьёзно пострадало во время бомбардировки Брюсселя в 1695 году французскими войсками в ходе войны Аугсбургской лиги.

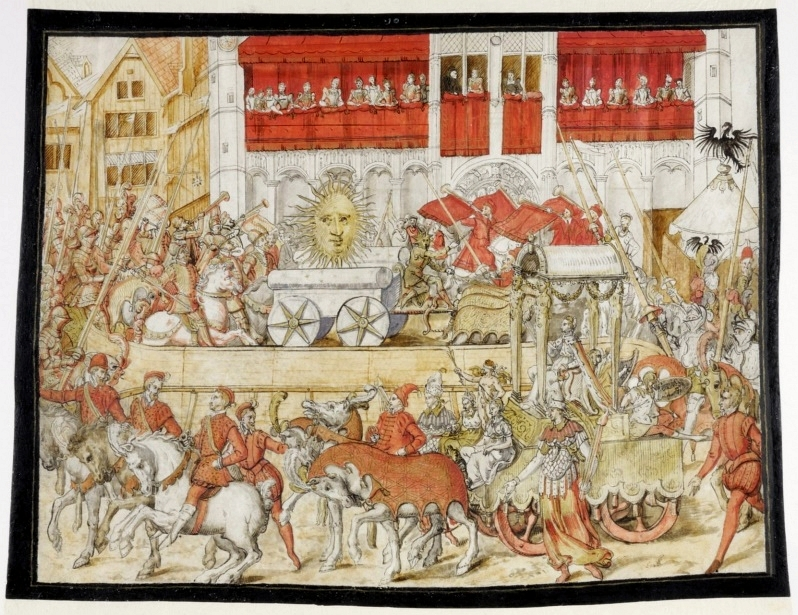
Карусель, организованная перед зданием  в 1565 году в честь свадьбы Алессандро Фарнезе и Марии Португальской
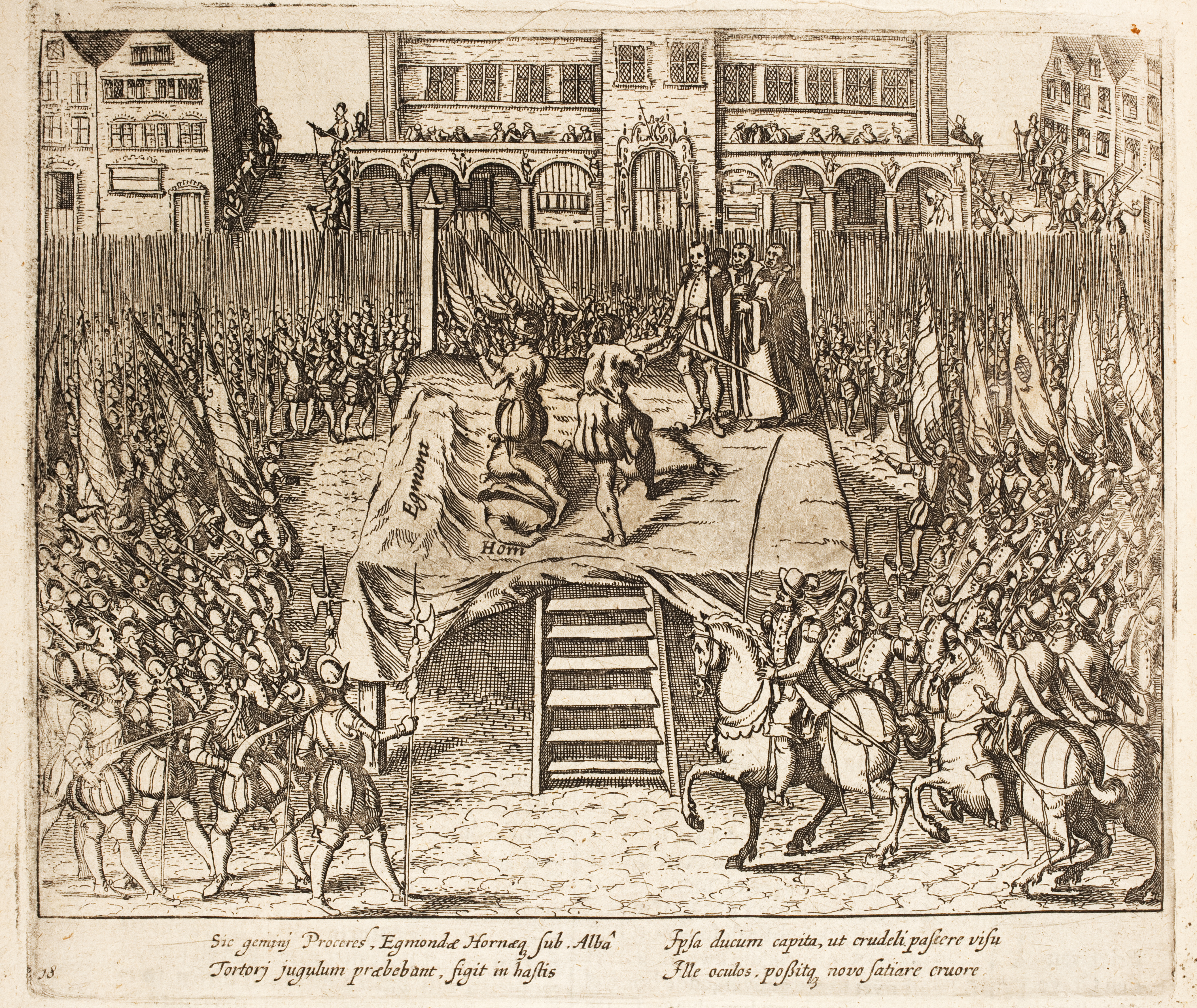
Казнь графов Эгмонта и Горна перед зданием в 1568 году
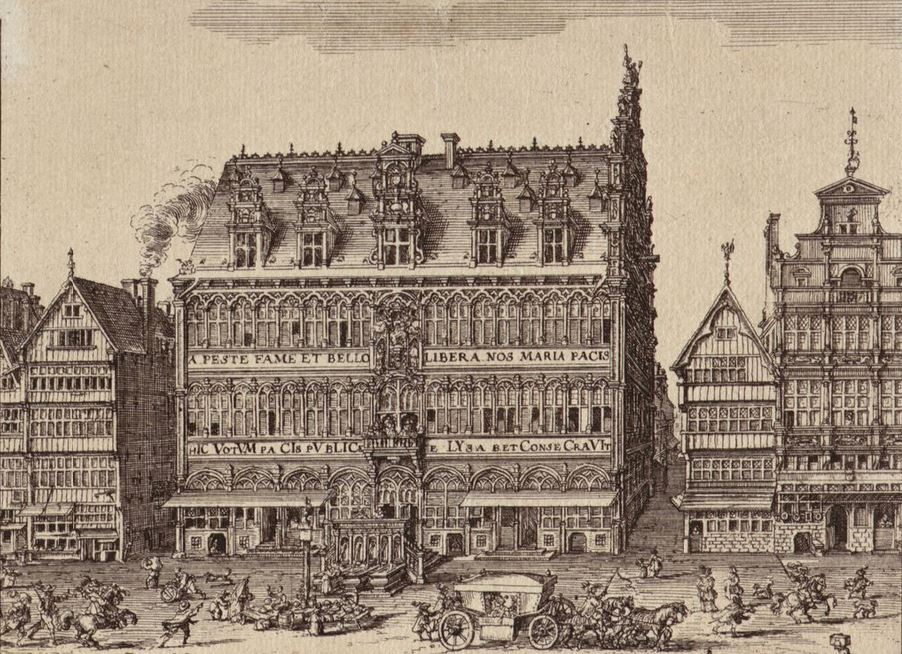
Строительные работы на гравюре 1640 года
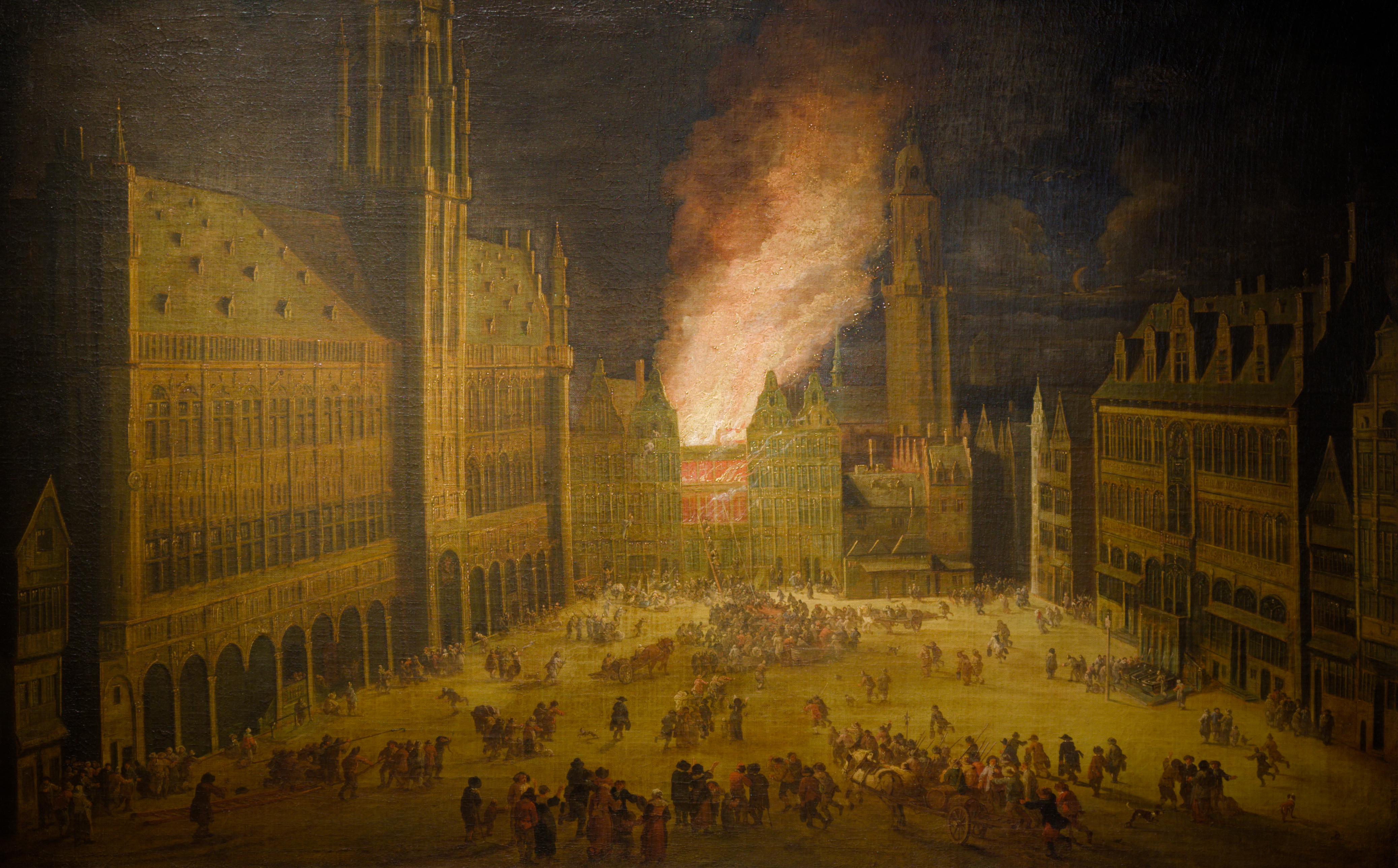
Пожар 1690 года. Слева — Брюссельская ратуша. Справа — Хлебный дом.
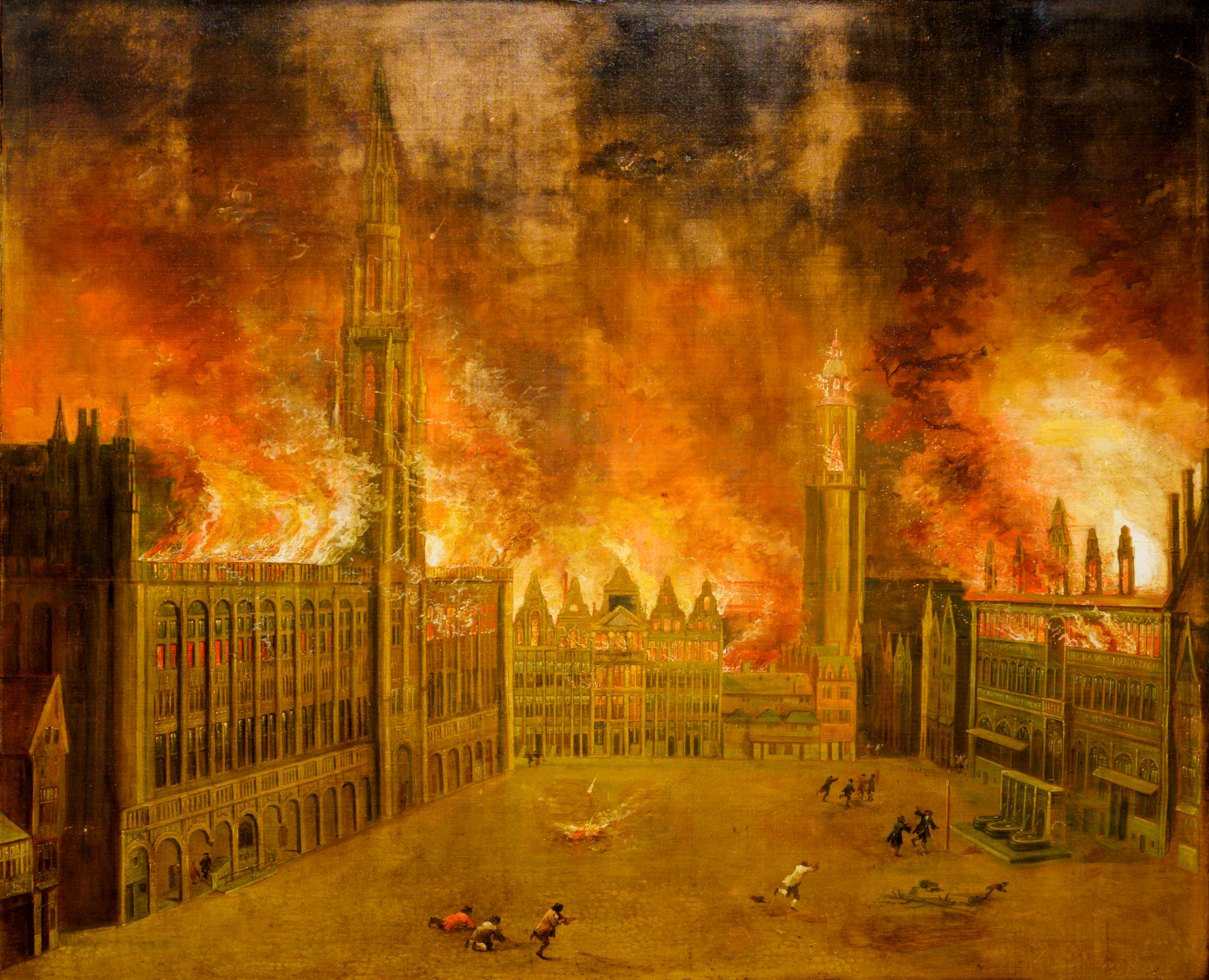
Гран-Плас в огне во время бомбардировки Брюсселя в 1695 году. Слева — Брюссельская ратуша. Справа — Хлебный дом.
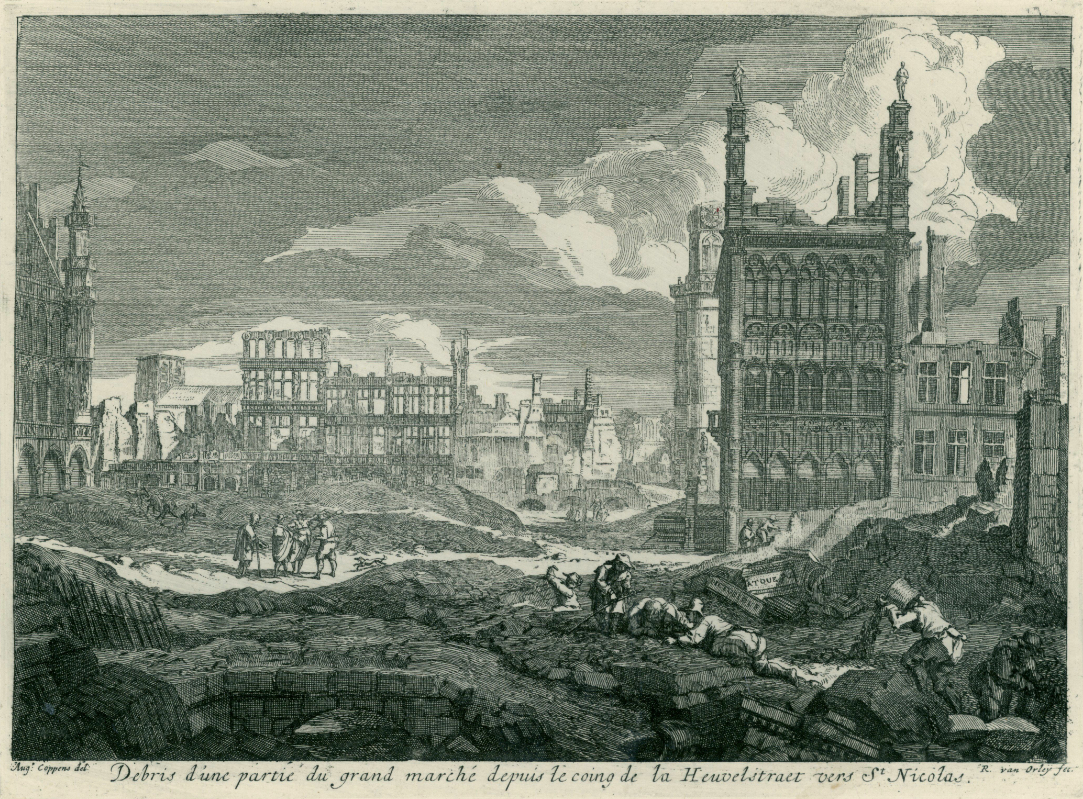
Руины Гран-Плас после бомбардировки. Справа — Хлебный дом.

### Новое время
Сильно повреждённое во время бомбардировки Брюсселя в 1695 году здание было довольно грубо восстановлено Яном Косином в 1697 году, а затем было реконструировано более тщательно в 1767 году. При реконструкции не был восстановлен правый фронтон, крыша была переделана в классическом стиле, исчез пышный фонтан напротив входа. Святых, по бокам Девы Марии, заменили каменными изваяниями имперского орла и геральдического льва.
После завоевания Бельгии французской революционной армией здание было переименовано в «Дом народа» (фр. «Maison du Peuple»). Став национальным имуществом, оно было передано городу Брюсселю, который в 1811 году продал его маркизу Полю Арконати Висконти. Тот перепродал его в 1817 году. Новый владелец сдал его в аренду, среди прочего, «Обществу Верности» (фр. «Société de la Loyauté»), а затем «Клубу искусства и литературы».
В 1860 году муниципалитет города выкупил здание и поручил архитектору Пьеру-Виктору Ямару разработку проекта реставрации. В 1864 году, на месте эшафота, где в 1568 году были обезглавлены графы Эгмонт и Горн, скульптором Шарльем-Огюстом Фрекеном был воздвигнут фонтан, который известен как фонтан графов Эгмонта и Горна.

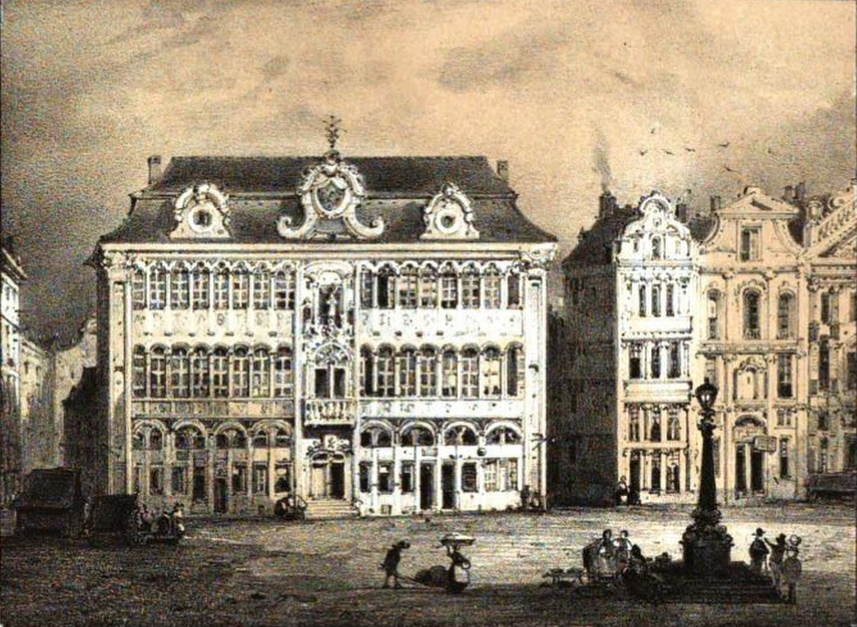
Здание на рисунке 1846 года
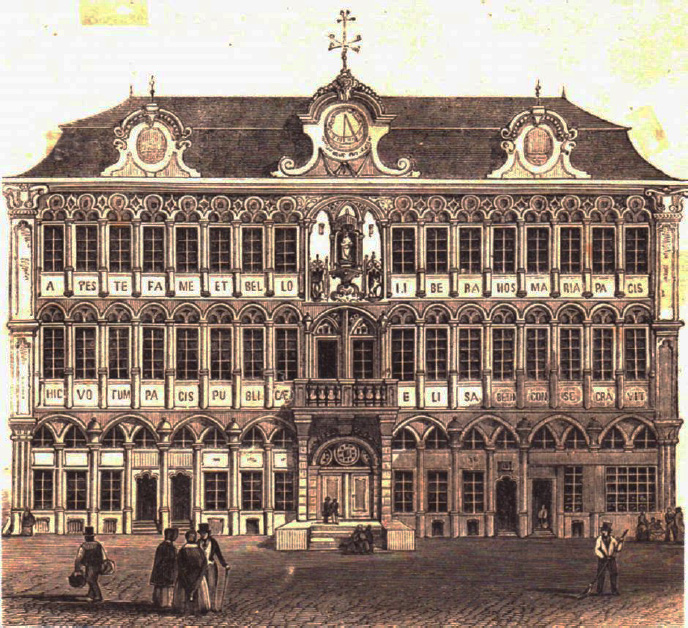
Здание на рисунке 1860 года
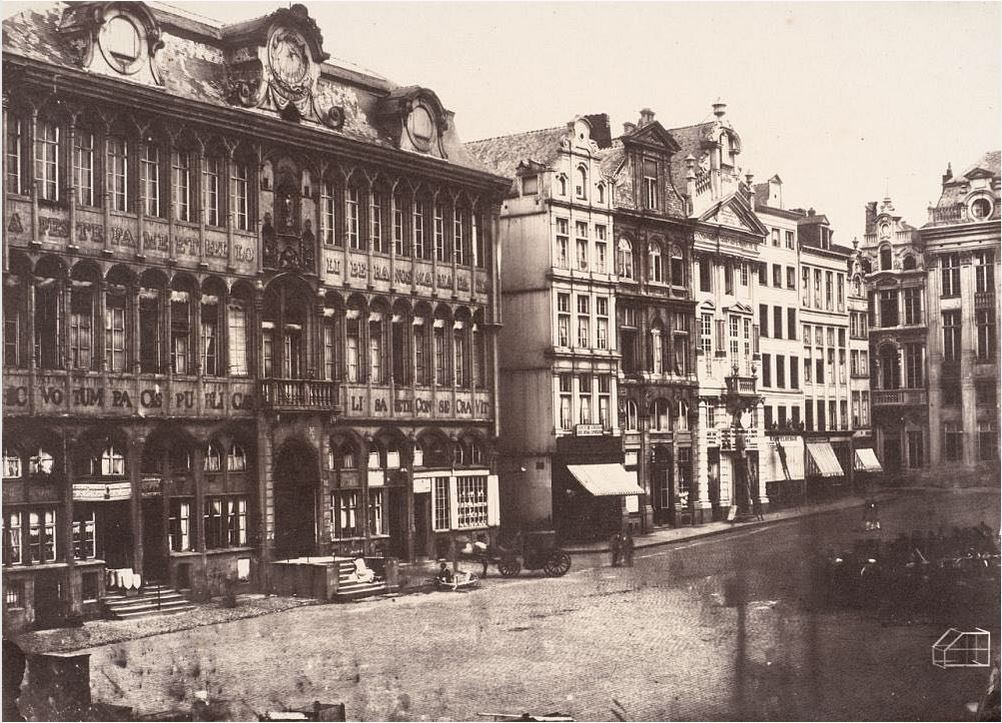
Здание на фотографии около 1864 года
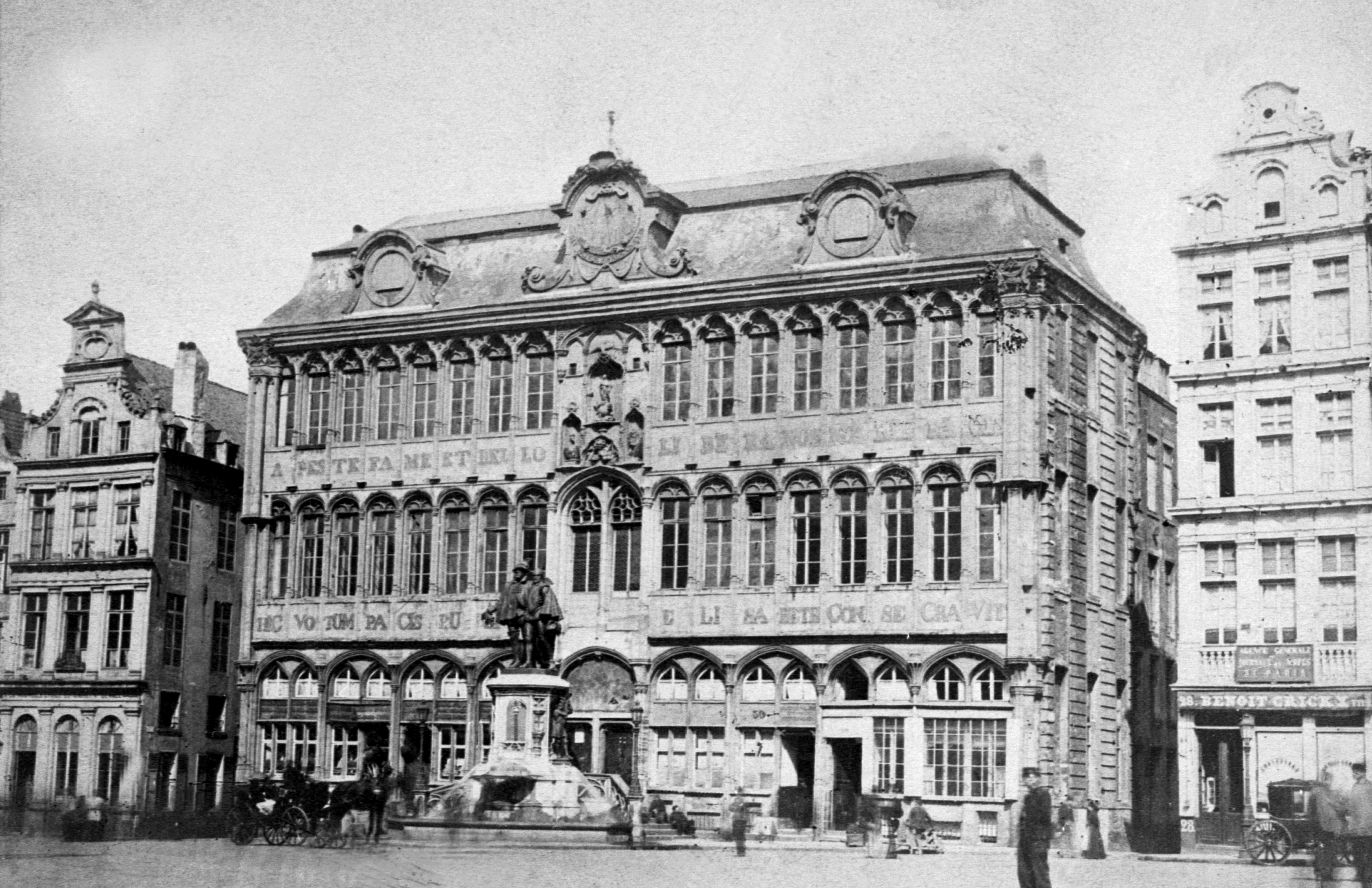
Здание на фотографии после 1864 года. Виден фонтан графов Эгмонта и Горна.
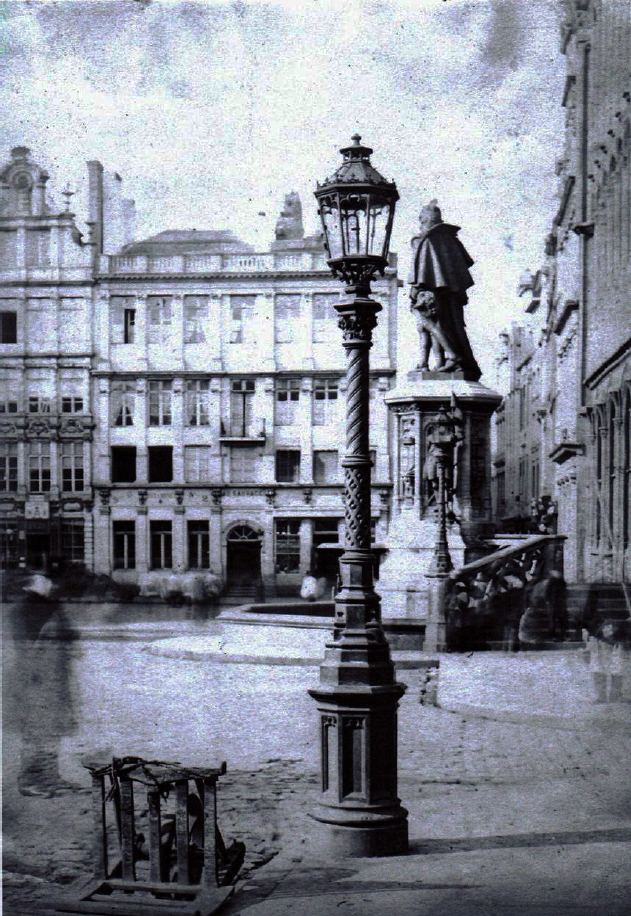
Фонтан графов Эгмонта и Горна

### Современное неоготическое здание
К концу XIX века здание было настолько ветхим, что его пришлось снести в 1874-75 годах. Ямар вдохновлялся и руководствовался принципами архитектурной реставрации Эжена Виолле-ле-Дюка. Он решил не только восстановить готическое здание XVI века, но и построить здание в соответствии с тем, что было известно о первоначальном проекте, который так и не был осуществлен. Он построил две галереи и снабдил здание центральной башней, украсил здание скульптурами, статуями и прочим декором. Сзади он добавил новое, гораздо более скромное крыло в стиле фламандского неоренессанса. Новый «Дворец короля» был официально открыт в 1896 году.
В 1879 году фонтан графов Эгмонта и Горна был перенесен на площадь Пти-Саблон, где теперь он стоит спиной к дворцу Эгмонта. Память о мучениках увековечена благодаря памятным доскам на французском и голландском языках, размещённым в 1911 году возле места их казни, по обе стороны от входа в здание. Эти памятные доски заменили предыдущую табличку с текстом лишь на французском языке и установленную прямо на тротуаре.
В 1895 году городские власти установили в башне небольшой карильон в четыре октавы (49 колоколов) из литейной мастерской Адриана Косара в Теллене. С ноября 1895 года и в течение всего 1896 года шло обсуждение проекта переноса этого карильона на башню Брюссельской ратуши, увеличив его на шесть басовых колоколов «для получения большого эффекта» (из письма Адриана Косара мэру Брюсселя от 21 мая 1896 года). Однако выяснилось, что многие колокола звучали фальшиво и, кроме того, механика инструмента оставляла желать лучшего, и проект не был реализован. Карильон был окончательно демонтирован в 1898 году.
Часть помещений занимало финансовое управление города Брюсселя, а на втором этаже с 1887 года, ещё до официального открытия здания, располагался музей города Брюсселя. С 1928 года всё здание было отдано под музейную экспозицию. В 1935 году, после реконструкции, он вновь открыл свои двери по случаю Всемирной выставки 1935 года в Брюсселе. В 1936 году, одновременно с ратушей, здание было объявлено объектом культурного наследия Бельгии.
Во время Второй мировой войны музею пришлось закрыться. C 1943 по 1944 год весь первый этаж занимала администрация «Большого Брюсселя». После освобождения Брюсселя в 1944 году помещение заняло Министерство обороны — там обосновался призывной пункт для добровольцев. Музей города Брюсселя вновь открылся в 1947 году.

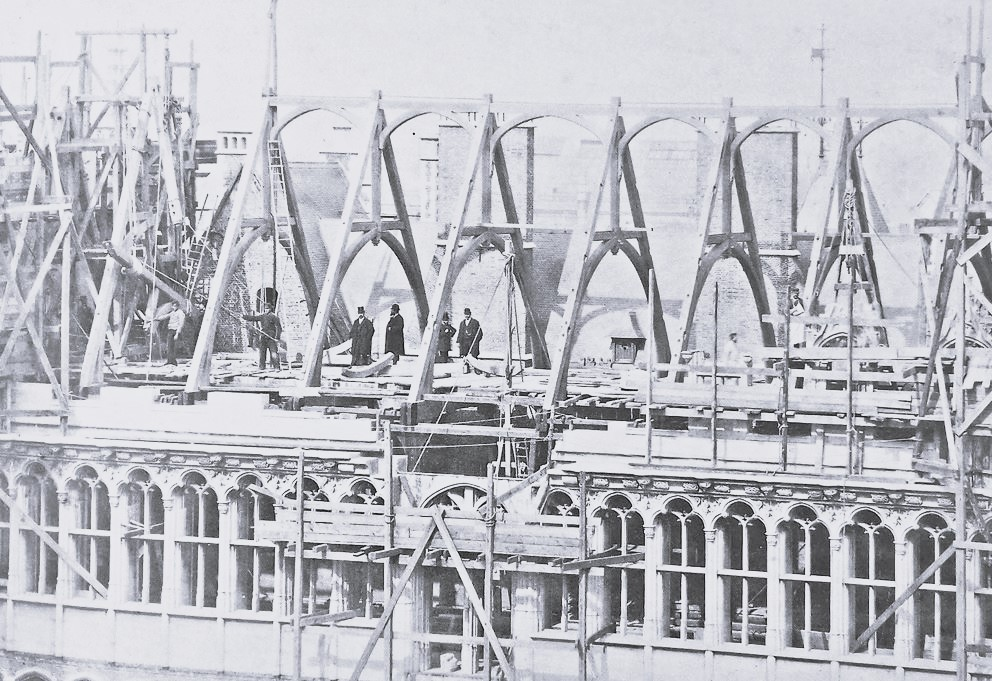
Строительство современного здания (около 1880 года)
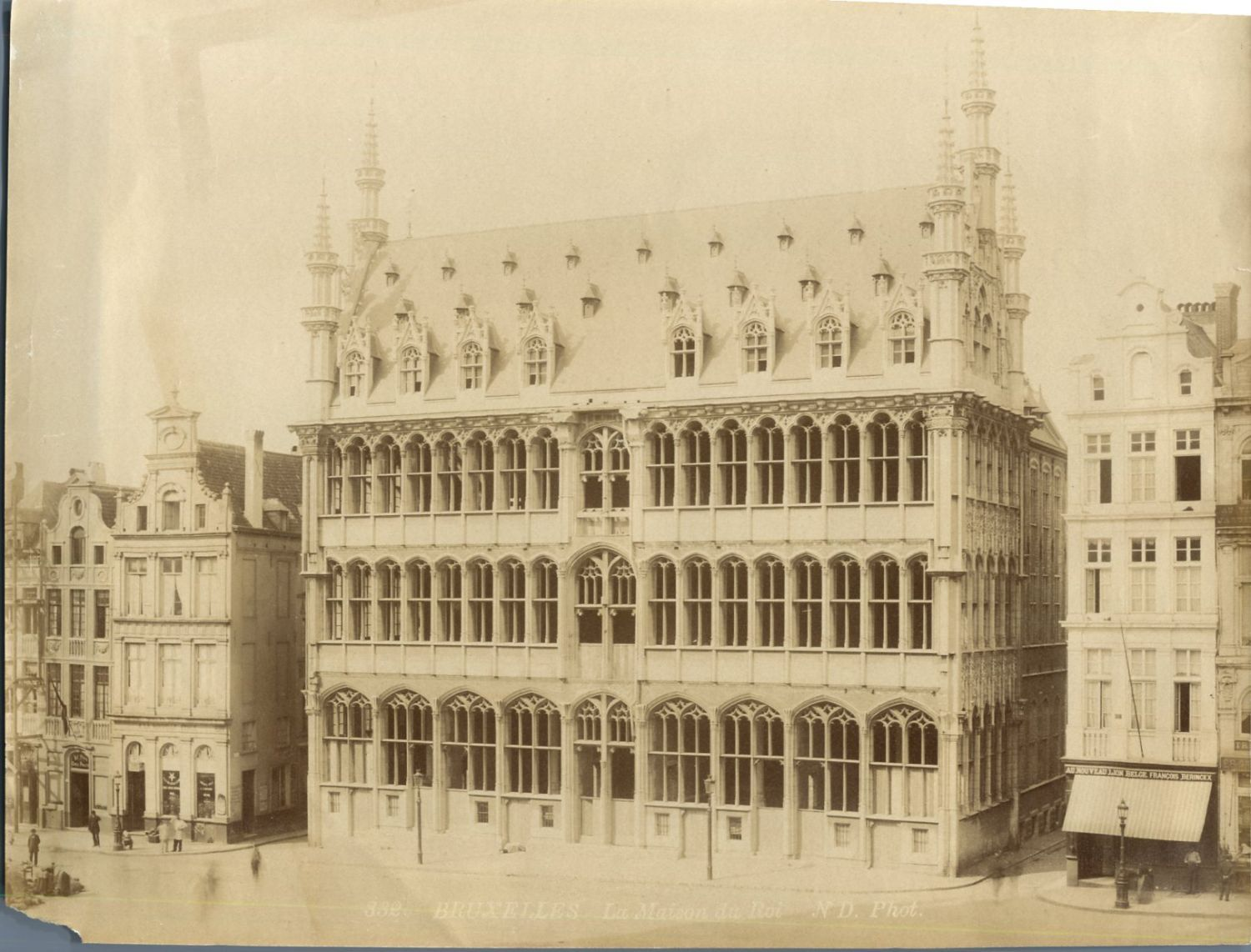
Здание до постройки галерей и башни
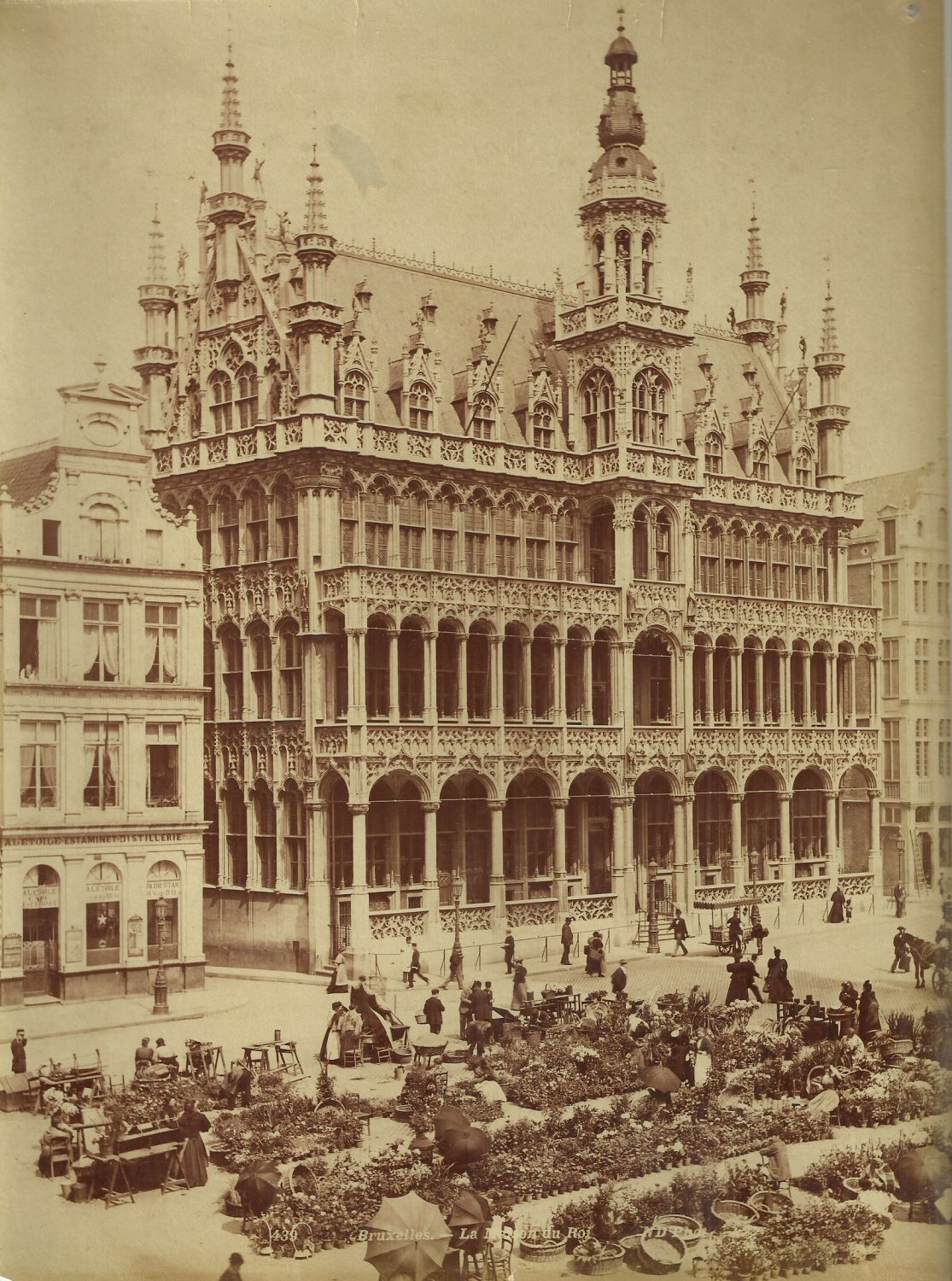
Рынок перед зданием в конце XIX века
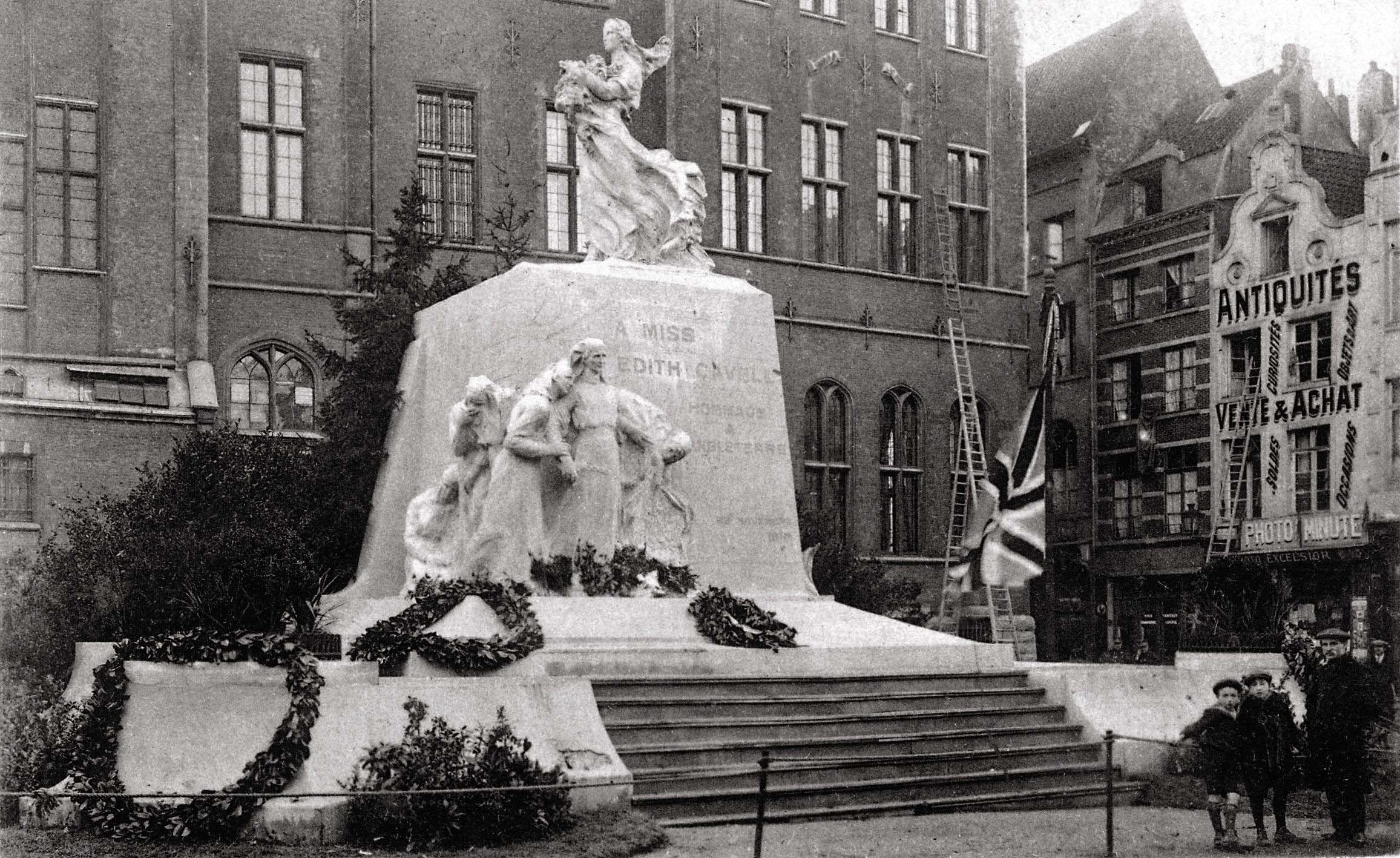
Временный памятник Эдит Кэвелл работы Эжида Ромбо, установленный в 1918 году за зданием
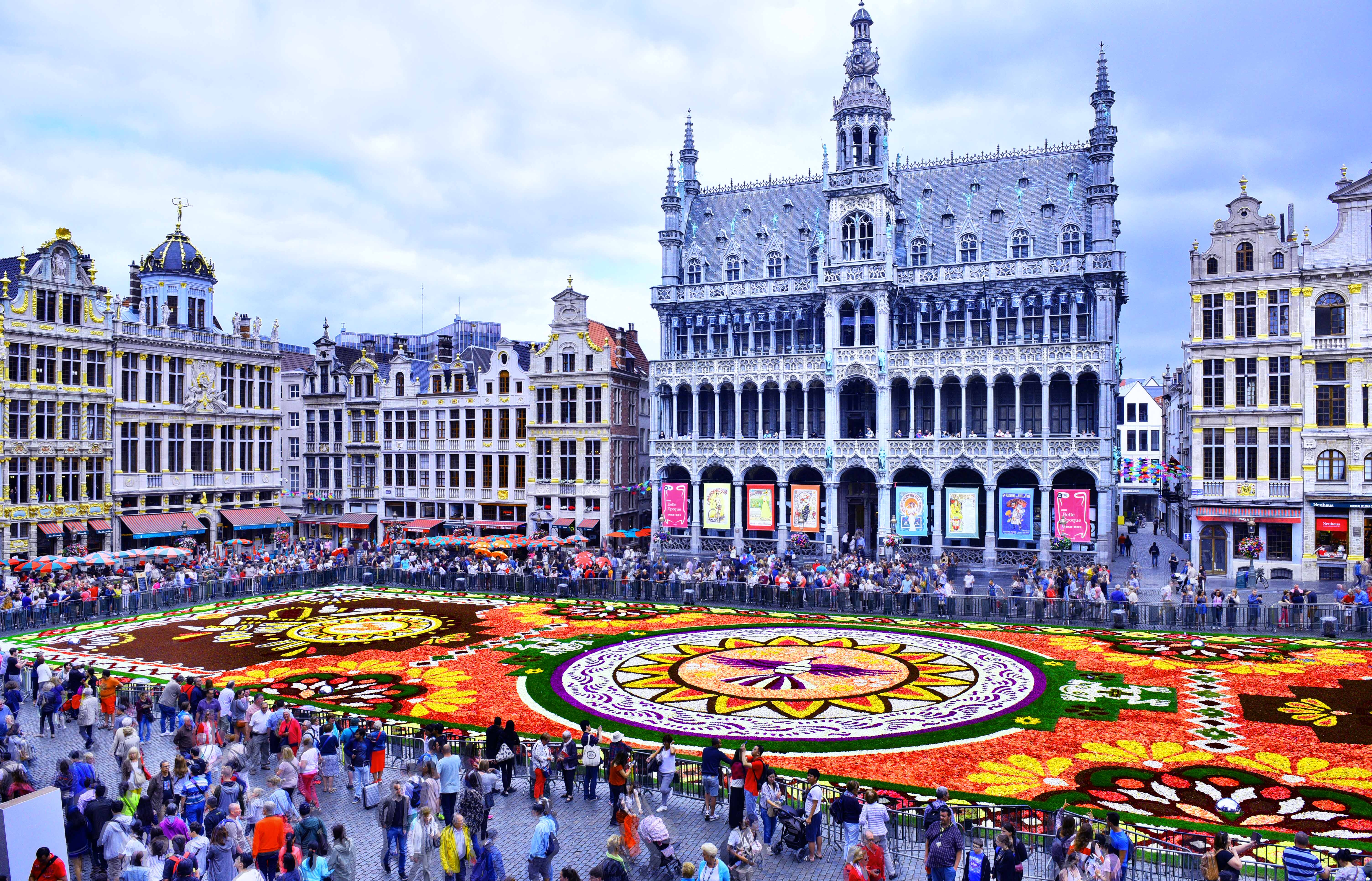
Цветочный ковер у «Дома короля» в 2018 году